# Otto Isler
Otto Isler  (* 4. August 1910 in Schaffhausen; † 28. September 1992 in Uttwil) war ein Schweizer Chemiker. Er war Bürger von Wagenhausen und ab 1951 von Basel.

## Leben

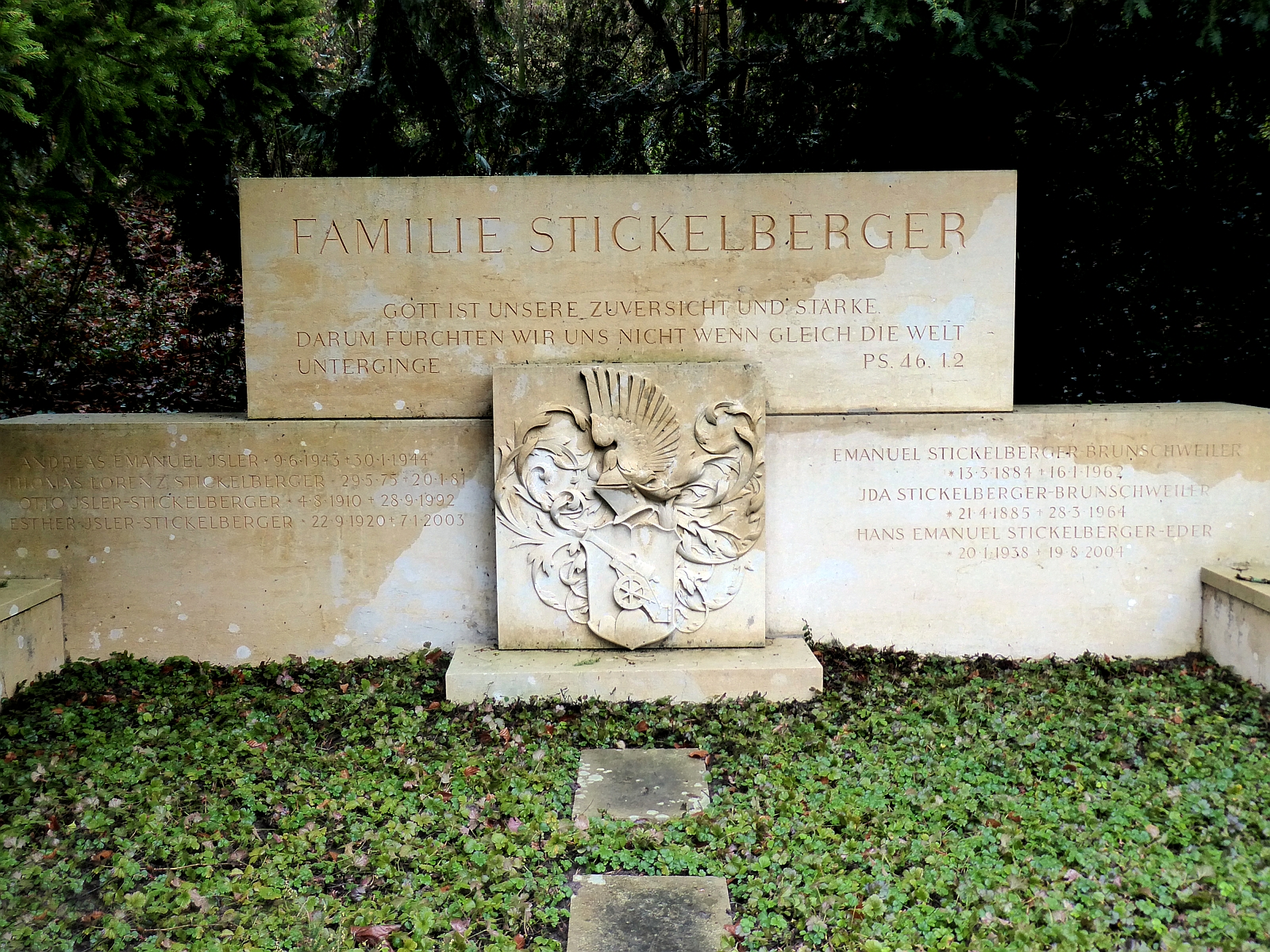
Familiengrab auf dem Friedhof am Hörnli, Riehen, Basel-Stadt

Otto Isler war der Sohn eines Realschullehrers und studierte Chemie an der ETH Zürich, an der er 1935 bei Leopold Ruzicka mit einer Dissertation über Betulin promoviert wurde. Als Post-Doktorand war er am Rockefeller Institute for Medical Research in New York. Dort befasste er sich unter Walter Abraham Jacobs mit Triterpenen. Ab 1936 war er Forschungschemiker bei Hoffmann-La Roche in Basel. Ihm gelangen Synthesen verschiedener fettlöslicher Vitamine und deren Umsetzung in die industrielle Produktion: 1938 Vitamin E mit Paul Karrer, 1939 Vitamin K1, 1947 Vitamin A, 1960 Vitamin A2. 1954 gelang ihm die erste industrielle Synthese von Betacarotin (Provitamin A), gefolgt von weiteren Carotinoiden, und er synthetisierte auch verschiedene Aromastoffe. Von 1954 bis 1973 war er Leiter der chemischen Forschung bei Hoffmann-La Roche in Basel, und von 1973 bis 1975 war er in der Konzernleitung.
1976 hielt er die Paul-Karrer-Vorlesung über fettlösliche Vitamine und Carotinoide. 1971 wurde er Ehrendoktor an der Universität Amsterdam und 1980 in Basel. Von 1974 bis 1976 war er Präsident der Schweizer Chemischen Gesellschaft.
Von 1971 bis 1979 war er Mitglied des Leitungsausschusses der IUPAC.

## Schriften
- Herausgeber mit Hugo Gutmann, Ulrich Solms: Carotinoids. Birkhäuser, 1971.
- mit Georg Brubacher: Vitamine. 2 Bände. Thieme, 1982, 1988–